# オッロラーイ
オッロラーイ（イタリア語: Ollolai）は、イタリア共和国サルデーニャ自治州ヌーオロ県にある、人口約1,300人の基礎自治体（コムーネ）。

## 地理

### 位置・広がり

#### 隣接コムーネ
隣接するコムーネは以下の通り。
- ガヴォーイ
- マモイアーダ
- オルツァーイ
- オヴォッダ
- サルーレ
- テーティ